# Club Villa San Martín
El Club Villa San Martín es una institución polideportiva, en donde su deporte primordial es el baloncesto. Se ubica en la ciudad de Resistencia, provincia del Chaco, fundada el 24 de agosto de 1935 y conocida a nivel nacional por su equipo profesional de básquet, que actualmente disputa la segunda división nacional en dicho deporte.

## Historia

### Historia reciente en el baloncesto nacional
Villa San Martín participó por primera vez en el Torneo Federal de Básquetbol en la temporada 2013-14. En ese torneo el equipo terminó séptimo en la conferencia nornoreste y disputó la reclasificación ante el segundo de la conferencia Santa Rita de Equina en una serie al mejor de tres, en la cual ganó el mejor ubicado 2 a 1. El primer partido lo ganó Santa Rita 76 a 58 como local, y el segundo partido lo ganó Villa San Martín 88 a 85, el tercer y definitivo partido fue 91 a 60 para el equipo esquínense. El equipo terminó con una marca de 12 victorias y 16 derrotas en la fase regular y 1 victoria y 2 derrotas en postemporada.
Para la temporada 2014-15 el equipo volvió a disputar el torneo federal. El equipo terminó con 11 victorias y 17 derrotas en la fase regular y accedió a la reclasificación. En la reclasificación terminó perdiendo ante Complejo Deportivo ACA Salud 3 a 0.
En la temporada 2015-16 Villa San Martín avanzó a cuartos de final de la conferencia norte tras lograr 18 victorias en 30 partidos, salvándose de disputar la reclasificación. En play offs fue emparejado con Regatas de Concepción del Uruguay en una serie al mejor de cinco partidos con ventaja de localía para el elenco entrerriano. Los dos primeros partidos se jugaron en Concepción del Uruguay y en el primero ganó el local 78 a 66. El segundo partido tuvo el mismo ganador (99 a 68), que puso la serie 2 a 0 a su favor. En el tercer partido, jugado en Resistencia, ganó el equipo visitante en tiempo extra tras haber empatado en 77, 88 a 87 y eliminó al equipo local.
En 2016 realizó con Sionista de Paraná una fusión mediante la cual ascendía al Torneo Nacional de Ascenso para la temporada 2016-17 mientras que el equipo paranaense bajaba al Torneo Federal.
El equipo para la temporada 2016-17 de la segunda división estuvo integrado por Martín Cabrera, Gustavo Mascaró, Agustín Carnovale, Julián Morales, Alejo Toledo, Federico Aldama, Guillermo Saavedra y el extranjero Clide Geffrad Jr. El entrenador fue Gastón Castro. En ese torneo el equipo terminó décimo en la conferencia norte producto de 8 victorias de 12 partidos en la primera fase y 7 victorias en 24 partidos en la segunda fase. Al terminar en esa colocación, fue emparejado ante Barrio Parque de Córdoba en play-offs con desventaja de cancha. El primer encuentro se jugó en Córdoba, y allí ganó el local 78 a 70, mientras que el segundo partido, en el mismo estadio, lo ganó Villa San Martín 78 a 70 en tiempo suplementario tras haber empatado el partido en 64. El tercer juego fue en Resistencia y fue para el local 81 a 78 que puso la serie 2 a 1, y el cuarto juego, también en Chaco, lo ganó nuevamente Villa San Martín y cerró la serie 3 a 1, accediendo así a cuartos de final de conferencia. En la siguiente ronda se enfrentó a Comunicaciones de Mercedes, que había terminado segundo en la fase regular, y por ello tuvo ventaja de cancha. La serie comenzó en Corrientes con victoria del local 92 a 71, sin embargo el segundo partido lo ganó el equipo visitante (67 a 71) y la serie se trasladó 1 a 1 a Resistencia. En Chaco los dos partidos los ganó el equipo mercedino (82 a 71 y 95 a 48) y Villa San Martín quedó eliminado.
Para la temporada 2017-18 el equipo fue conducido por Gastón Castro nuevamente, y entre los jugadores siguieron Guillermo Saavedra, Agustín Carnovale, Martín Cabrera, Alejo Toledo y entre los refuerzos estuvo el extranjero Travis Hammond. El equipo terminó la primera ronda con 11 victorias en 14 partidos y clasificó al Torneo Súper 4 de media temporada, donde se disputa el acceso a un partido definitorio para clasificar a la Liga Sudamericana. En dicho torneo perdió el primer partido ante Deportivo Viedma y quedó eliminado de la competencia. En la fase regular de la liga terminó noveno con 17 derrotas en la segunda fase, que opacaron la imagen de la primera ronda. En play-offs se emparejó con Unión de Santa Fe y fue el equipo «tatengue» el que ganó la serie en tres partidos, ganando el último en Resistencia.

## Instalaciones
El Estadio de Villa San Martín está ubicado en la calle Saavedra n.º 135 en Resistencia, provincia del Chaco y tiene capacidad para 1500 espectadores.
Los directivos de Villa San Martín deciden dejar el barrio donde se fundó a no más de tres años de este suceso para trasladarse al centro de la ciudad.
La primera cancha estuvo en un terreno ubicado en la esquina norte de las calles Pellegrini y Saavedra y fue construida en 1938, con piso de ladrillo molido. Luego de desplazarse de esa cancha por deseo del Obispado Resistencia que era el propietario del terreno, el club compró en 1950 un terreno de 24 metros por 50 metros, a mitad de calle Saavedra 135.

## Datos del club
| Básquet masculino - Temporadas en primera división: 0 - Temporadas en segunda división: 7 (2015-16 a actualidad) - Mejor puesto en la liga: Finalista de Conferencia Norte (2021) - Temporadas en tercera división: 2 (2013-14 a 2014-15) - Mejor puesto en la liga: eliminado en reclasificación (2013-14 y 2014-15) | Básquet femenino - Temporadas en Federal Femenino: 1 (2014) - Mejor puesto en la liga: eliminado en primera ronda. |

## Plantel y cuerpo técnico
Siguen de la temporada pasada
- Gastón Castro (DT)[27]
- Agustín Carnovale[27]
- Mariano Ceruti[27]

Altas
- Sharwyn McGee[28]
- Elijah Robinson[28]
- Sebastián Picton[29]
- Cristian Rossini[30]
- Guillermo Aliende[31]
- Alejo Britos[32]
- Franco Vieta[33]

## Entrenadores
- Gastón Castro (desde 2015)

## Palmarés
- Campeón del Campeonato Argentino de Clubes en 1948 y en 1951.[2]

## Otros deportes
Básquet femenino
El club participó a nivel nacional en el Torneo Federal Femenino de 2014, la primera edición del certamen. En ese torneo integró la "Conferencia NEA" junto con los clubes Tokio Deportivo y Social y con Guaraní Antonio Franco, ambos de Posadas, y con La Unión Hércules/Española (unión entre los clubes Hércules y Asociación Española) de Charata. En dicha instancia logró solo una victoria, el 24 de mayo visitando a La Unión, en doce partidos y quedó eliminado en primera ronda.